# Leopoldina Airport
Leopoldina Airport är en flygplats i Brasilien.   Den ligger i kommunen Leopoldina och delstaten Minas Gerais, i den sydöstra delen av landet, 800 km sydost om huvudstaden Brasília. Leopoldina Airport ligger 181 meter över havet.
Terrängen runt Leopoldina Airport är platt åt sydost, men åt nordväst är den kuperad. Leopoldina Airport ligger nere i en dal. Närmaste större samhälle är Cataguases, 9,1 km norr om Leopoldina Airport.
Omgivningarna runt Leopoldina Airport är huvudsakligen savann. Runt Leopoldina Airport är det ganska tätbefolkat, med 166 invånare per kvadratkilometer.